# Застенок Дуброва
Засте́нок Дубро́ва (бел. Засценак Дуброва) — деревня в составе Калатичского сельсовета Глусского района Могилёвской области Республики Беларусь.

## Население
- 1999 год — 8 человек
- 2009 год — 1 человек